# DJ Rolando
Pour les articles homonymes, voir Rolando.
DJ Rolando, de son vrai nom Rolando Rocha, est un producteur et disc jockey de techno de Détroit.

## Biographie
Originaire du quartier hispanique de Détroit, Rolando découvre la techno grâce aux émissions de radio de The Wizard, alias Jeff Mills. Rolando est présenté à Underground Resistance en 1994, lors d'une conversation avec Mike Banks, James Pennington, James Stinson et Andre Holland. Un de ses premiers EP, produit sous le pseudonyme The Aztec Mystic, écrit avec Gerald Mitchell et Mike Banks et intitulé Knights of the Jaguar EP, connaît un succès international en 1999,. Ce titre fait l'objet d'une bataille acharnée sur les droits d'auteur avec Sony BMG, qui n'était « apparemment pas au courant de la position du collectif à l'égard des personnes morales [et] a d'abord tenté d'obtenir une licence, puis a piraté [le titre] en tant que reprise, avant de recevoir une injonction de cesser et de s'abstenir ». Baptisé Jaguar, il est classé 43e au UK Singles Chart en octobre 2000.
La réputation et la popularité du titre ne cesse de croître. Matthew Kershaw, rédacteur en chef du magazine Mixmag, classe Jaguar parmi les morceaux de club « inclassables » de l'année 2000 dans les notes de pochette de l'album Kiss House Nation 2001, soulignant ses « constructions et sa structure en constante évolution ». Il fonde en 2002 avec Gerald Mitchell le label Los Hermanos, qui donne une nouvelle dimension à la fusion entre musiques latines et techno. DJ Rolando quitte Underground Resistance et Los Hermanos en janvier 2005. En 2013, il est élu 26e meilleur morceau de house de tous les temps par les lecteurs de Mixmag.

## Style musical
Son style musical tourné vers les musiques latines se démarque des productions techno habituelles. 